# 26468 Ianchan
26468 Ianchan è un asteroide della fascia principale. Scoperto nel 2000, presenta un'orbita caratterizzata da un semiasse maggiore pari a 2,4526819 UA e da un'eccentricità di 0,0788541, inclinata di 5,82909° rispetto all'eclittica.